# 괴산 공림사 사적비
괴산 공림사 사적비(槐山 空林寺 事蹟碑)는 충청북도 괴산군 청천면에 있는 조선시대의 공림사 사적비이다. 2002년 1월 11일 충청북도의 유형문화재 제213호로 지정되었다.

## 지정 사유
공림사의 유래와 연혁, 건립 경위 등을 새긴 비로서 절대연대가 확인되고 있어 조선중기의 사회상과 지역의 경제 및 동태를 알 수 있는 귀중한 자료로 사료적 가치가 높다.

## 같이 보기
- 공림사
- 괴산 공림사 승탑 - 충청북도 문화재자료 제35호

## 참고 자료
- 괴산 공림사 사적비 - 국가유산청 국가유산포털